# Славянизмы
Славянизмы — слова, речевые обороты или другие языковые явления (лексические, грамматические, фонетические и др.), заимствованные из любого славянского языка или через его посредство в другой язык (как славянский, так и неславянский).

## Распространение
Славянские языки, в том числе и самый известный из них русский язык, являются самыми распространёнными в Европе как географически, так и по числу носителей, поэтому неудивительно, что количество славянизмов в соседних с ними ареалах довольно велико. Из современных неславянских языков славянизмами на всех уровнях богат венгерский (финно-угорский по происхождению), сформированный на основе славянского субстрата бывшего Блатенского княжества.
Богат славянизмами румынский, и особенно старорумынский и молдавский языки (романские по происхождению), где славянские влияния имеют как субстратный, так и суперстратный характер на всех языковых уровнях (палатализация согласных, сохранение среднего рода и падежных флексий, йотизация начального -е и др.). Славянизмы (da < да) и церковнославянизмы в лексике составляют до 20 % лексики восточно-романских языков, хотя с конца XVIII века наметилась тенденция к пуризму и релатинизации последних до определённой степени. Традиционно много их в других языках народов Восточной Европы и бывшего СССР: немецкое заимствование «Grenze» < граница; финское sini < синий; развитие палатализации в эстонском языке и языке сету; отмечаются они и во многих тюркских языках Евразии. Славянское происхождение имеют также названия некоторых немецких городов, например, Берлин, Шверин, Росток, Дрезден, Лейпциг, Любек.
Лексические славизмы присутствовали в древнеанглийском языке, что является одним из надежных свидетельств проживания славян в Висло-Одерском регионе в римский период. Основу древнеанглийского языка составили диалекты западногерманских племён англов, саксов и ютов, которые проживали в Ютландии и смежных землях бассейна нижней Эльбы и, вероятно, контактировали со славянами, а затем в конце IV — начале V века переселились на Британские острова.

## Внутри славянского ареала
Заимствования из одного славянского языка в другой отмечаются и внутри славянских языков, например, средневековые полонизмы в литературном украинском и белорусском языках, а также современные русизмы в тех же языках, суржике и трасянке. Чешские будители и болгарские лингвисты конца XIX века также обращались к русскому языку с целью реславянизировать свои возрождающиеся языки и очистить их от иноязычных заимствований (например, слово «воздух», перешедшее в чешский и болгарский языки). В языках народов Западной, Южной Европы и США славянизмы немногочисленны, но они встречаются: робот (богемизм); спутник, гласность, совхоз, бабушка (русизмы). Среди них преобладают русизмы XX века.

## Частные случаи
- Русизм — заимствование из русского языка.
- Церковнославянизм — слово или оборот речи, заимствованный из церковнославянского языка.
- Богемизм — из чешского языка.
- Полонизм — из польского языка.
- Украинизмы — из украинского языка (в основном украинизмы встречаются на юге России).
- Белорусизмы — из белорусского языка.